# Епископ шабачки Мелентије (Никшић)
Мелентије Симеоновић Никшић (Брезова код Студенице, 1780 — Шабац, 16. јун 1816) је био митрополит ужичко-ваљевски, од 1815. до 1816. године.
Мелентије Никшић је постао јеромонах око 1800. године. Одликовао се у Првом српском устанку, а 1813. године пребегао је у Срем и неко време становао у манастиру Фенеку. Доцније се вратио у Србију и постао студенички архимандрит. Кнез Милош га је послао са кнезом Аксентијем као изасланика у Цариград где је посвећен за ужичко-ваљевског владику, са почасним насловом митрополита.
По повратку у Србију, почео је да уређује  епархијску управу, са седиштем у Шапцу. Мелентије Никшић је био врло поносит и писао се: „владика ужичко-ваљевско-руднички и архиепископ шабачки“. Кнез Милош се бојао тога угледног, богатог и амбициозног владике, те га је Марко Штитарац, по Милошевом упутству, 16. јуна 1816. године убио.